# Isaac Mendez
Pour les articles homonymes, voir Mendez.
Isaac Mendez est un personnage de fiction du feuilleton télévisé américain Heroes (NBC), interprété par Santiago Cabrera.

## Son histoire

### Volume 1: Genesis
Peintre habitant à New York, il est le dessinateur de la série de bandes dessinées The 9th Wonders (dont NBC fera paraître un vrai tirage). 
Il prédit de nombreux événements cruciaux de l'intrigue, comme l'explosion nucléaire ou le meurtre (évité) de Claire Bennet par Sylar. Il a une relation avec Simone Deveaux jusqu'à ce qu'elle le quitte pour Peter Petrelli, notamment à cause de sa consommation de drogue.
Il prend rapidement conscience qu'il a un rôle important à jouer parmi les super-héros à cause de son pouvoir particulier. Ainsi, lorsqu'il prend conscience que Peter est la bombe, il essayera de le tuer (non sans jalousie) mais c'est Simone qu'il tuera par mégarde. Au désespoir, hanté par ce pouvoir qu'il considère comme une malédiction, il se laissera assassiner par Sylar, ce qu'il avait également prédit. 

### Volume 2: Générations
On découvre que c'est le fils de Carlos Mendez, l'un des fondateurs de la compagnie et qu'il avait peint huit toiles avant sa mort dans un ordre chronologique. La première représente la mort de Kaito Nakamura et la dernière celle de Noé Bennet. Les autres toiles représentent Claire Bennet blessée au moment où elle fait croire à Debbie Marshall qu'elle est morte ; une toile montre Niki Sanders frappant à la porte du bureau de Bob Bishop alors qu'elle est possédée ; une troisième montre quelqu'un tenant le tube avec la souche 138 du virus Shanti ; une autre montre Hiro Nakamura se battant avec Adam Monroe ; une cinquième avec Mohinder Suresh tenant une arme qui vient de servir
et une autre montrant Peter Petrelli, un an dans le futur regardant à travers une vitre les corps des victimes atteintes du virus Shanti...
Seule la dernière toile ne se réalisera pas car Peter détruira le virus, changeant ainsi le futur.

### Volume 3: Les Traîtres
On découvre la dernière bande dessinée racontant l'histoire de Hiro Nakamura faite par Isaac.
On comprend que la super-héroïne "Saint Joan" capable de mimétisme et présente dans la bande-dessinée de Micah Sanders est en fait sa cousine, Monica Dawson...

### Volume 4:  Redemption
Isaac apparaît dans un flash-back avec Noé Benett lors de son sejour dans la Compagnie.

## Pouvoir
- Il a le pouvoir de peindre ou de dessiner certains événements du futur.
- Dans un premier temps, il ne peut utiliser son pouvoir que lorsqu'il est sous héroïne, ce qui fait de lui un toxicomane, mais il réussira ensuite à se désintoxiquer et à peindre le futur sans cette drogue (notamment grâce à Eden McCain).